# Erik Holmgren (konstnär)
Erik Ragnar Holmgren, född 19 maj 1888 i Uppsala, död 30 december 1968 i Strömsund, var en svensk konstnär.
Han var son till konstnären Carl Gustaf Holmgren och Hedvig Sommar. Holmgren studerade vid Tekniska skolan i Uppsala och var därefter anställd av dekorationsmålaren Filip Månsson i Stockholm. Han studerade konst för Moritz Heymann och Leo Samberger i München 1922-1923 samt utförde kopieringsarbeten efter gamla mästare i svenska och utländska museer. Han medverkade vid flera tillfällen i samlingsutställningar på Liljevalchs konsthall i Stockholm. Separat ställde han ut med landskapsmålningar i Uppsala. Hans konst består av blomsterstilleben, landskap och porträtt. Porträttet av drottning Louise införlivades i Gustav VI Adolfs samling. Han har även utfört porträtt av landshövding H Wachtmeister och författaren Carl Larsson i By.